# Новіков Євген Олександрович (актор)
Євген Олександрович Новіков (рос. Евгений Александрович Новиков, нар. 1931) — радянський і російський актор. Член Спілки театральних діячів Росії, член Міжнародного Союзу слов'янських журналістів, театральний педагог.

## Звання та нагороди
- Заслужений артист РРФСР.
- Заслужений працівник культури РРФСР.
- Нагороджений Почесною Грамотою Президії Верховної Ради РРФСР, ювілейною медаллю «За доблесну працю. В ознаменування 100-річчя з дня народження Володимира Ілліча Леніна», пам'ятними медалями ЦК КПРФ: «80 років Великої Жовтневої соціалістичної революції», «90 років Великої Жовтневої соціалістичної революції», «90 років Радянським Збройним Силам», «90 років ВЛКСМ».

## Фільмографія
- 1951 — Бєлінський — юний студент
- 1953 — Честь товариша — Геннадій Пашков
- 1957 — Вулиця сповнена несподіванок — «облитий» перехожий
- 1957 — Мета його життя — молодий льотчик
- 1958 — Іван Бровкін на цілині — епізод
- 1961 — Стрибок на зорі — Жаворонков
- 1963 — Понеділок — день важкий — лейтенант Столяров
- 1967 — Поруч з вами — епізод
- 1972 — Кочовий фронт — Олександр Діомидович Кравченко
- 1973 — Сімнадцять миттєвостей весни — епізод
- 1985 — Битва за Москву — епізод
- 1987 — Сенс життя
- 1989 — Закон — епізод
- 1990 — Сталінград — епізод
- 1990 — Десять років без права листування — епізод